# Грегорійчук Марія Петрівна
Марія Петрівна Грегорійчук (нар. 21 листопада 1959, Львів) — українська художниця, живописець, піаністка. Членкиня Львівської обласної організації Національної спілки художників України.

## Біографія
Народилася 21 листопада 1959 року у місті Львові в родині Петра та Софії Грегорійчуків.
1983 року закінчила Львівську державну консерваторію імені Миколи Лисенка (викладач Лідія Крих). Педагоги з фаху — Петро Грегорійчук, Володимир Патик, Леопольд Левицький.
У 1983—1990 роках працювала концертмейстером у Львівському вищому військово-політичному училищі (нині — Національна академія сухопутних військ імені гетьмана Петра Сагайдачного). Музичний репертуар складався з творів Фридерика Шопена, Вольфганга Амадея Моцарта, Йоганна Себастьяна Баха, Людвіга ван Бетховена, Станіслава Людкевича.
У 1990—1992 — художниця Львівської асоціації бального танцю. Відтоді – на творчій роботі. Співзасновниця громадської організації «Львівський танцювальний центр» (1995).
Від 1987 року учасниця республіканських та міжнародних художніх виставок. Персональні виставки — у м. Алассіо (Італія, 1993), Львові (1995), Перемишлі (Польща) та Луцьку (2003), Гельсінках (Фінляндія, 2005). 
Основні роботи — у галузі станкового живопису; основні техніки — пастель, колаж. Марія Грегорійчук трактує форму узагальнено, з колористичною мажорною експресією; її творчість — поєднання традицій національного мистецтва з тенденціями сучасних художніх течій. Роботи зберігаються у Львівській національній галереї мистецтв імені Бориса Возницького та Львівському музеї етнографії та художнього промислу.
Мешкає у Львові.

## Твори
- 1986 — «Коваль Яків Франко і його син Івась», «Шевці»;
- 1987 — «Квінтет»;
- 1988 — «Зимовий ліс»;
- 1989 — «Іспанська танцівниця»;
- 1990 — «Писанки»;
- 1991 — «Маків цвіт»;
- 1992 — «Навіяне вечірніми вулицями», «Квіти ночі»;
- 1993 — «Нічне місто»;
- 1997 — «Літо»;
- 1998 — «Надія»;
- 2003 — «У сонячному фіолеті», «Кіт і фокстрот», «Світ-гойдалка»;
- 2004 — «З думкою про Тебе (Літо)», «З думкою про Тебе (Осінь)»;
- 2005 — «З думкою про Тебе (Зима)».